# Jan Dąbrowski (burmistrz)
Jan Dąbrowski – pierwsza osoba pełniąca funkcję burmistrza Łodzi znana z imienia i nazwiska. Piastował on urząd burmistrza w latach 1470–1480 i 1489–1503, czyli za czasów Królestwa Polskiego.
Najprawdopodobniej przed Janem Dąbrowskim istniała już rada miejska z burmistrzem na czele, a na pewno od 1470 roku. Można takie przypuszczenie wysunąć, ponieważ pierwsza księga miejska pochodzi z roku 1471, przy czym wciągnięto do niej parę notatek sięgających roku 1440. W treści drugiej zapiski, datowanej na rok 1470, na pierwszej karcie wspólnej księgi radziecko-wójtowskiej, jest już mowa o burmistrzu Janie zasiadającym w sądzie.